# Jörg Tremmel
Jörg Tremmel (* 1970 in Frankfurt am Main) ist ein deutscher Politikwissenschaftler und Philosoph.

## Leben
Tremmel absolvierte das Abitur 1990 an der Ziehenschule und machte von 1990 bis 1992 eine Banklehre bei der Dresdner Bank. Ab 1992 studierte er Betriebswirtschaftslehre an der EBS Universität für Wirtschaft und Recht in Oestrich-Winkel und der FernUniversität in Hagen und schloss 1997 als Diplom-Betriebswirt bzw. 1998 als Diplom-Kaufmann ab. Außerdem studierte er Politikwissenschaft an der Johann Wolfgang Goethe-Universität Frankfurt am Main und schloss 2003 ebenfalls mit dem Diplom ab. Er promovierte 2005 zum Dr. rer. pol. an der Universität Stuttgart mit der Dissertation „Bevölkerungspolitik im Kontext ökologischer Generationengerechtigkeit“ und 2008 zum Dr. phil. an der Universität Düsseldorf mit dem Thema A Theory of Intergenerational Justice. Tremmel war während seiner Promotion Stipendiat der FDP-nahen Friedrich-Naumann-Stiftung für die Freiheit.
Er war von 2009 bis 2010 Fellow an der London School of Economics and Political Science in England. Von April 2010 bis April 2016 war er Juniorprofessor für Generationengerechte Politik am Institut für Politikwissenschaft der Eberhard Karls Universität Tübingen. Jörg Tremmel hat sich im Februar 2016 an der Universität Tübingen habilitiert. Das Vortragsthema des Kolloquiums lautete: Max Webers Werturteilsfreiheitspostulat revisited – Was hat die normative Politische Theorie heute dazu zu sagen. Im Juni 2019 wurde ihm nach einem externen Begutachtungsverfahren der Titel „außerplanmäßiger Professor“ verliehen.
Tremmel ist Mitglied im Vorstand der Stiftung für die Rechte zukünftiger Generationen (SRzG). Er sieht Deutschland in einer Gerontokratie, also einer „Vorherrschaft der Alten“.

## Bücher (Auswahl)
- Normative Politische Theorie: Wissenschaftstheoretische Grundlagen und Anwendungen am Beispiel des politischen Mordverbots. Springer VS, Wiesbaden 2020, 345 Seiten, ISBN 978-3-658-02729-2 (überarbeitete Habilitationsschrift)
- Eine Theorie der Generationengerechtigkeit. mentis, Münster 2012, 341 Seiten, ISBN 978-3-89785-706-3 (aktualisierte und erweiterte Fassung von „A Theory of Intergenerational Justice“ 2009)
- A Young Generation Under Pressure? Financial situation and ‘rush hour of life’ of the cohorts 1970-1985 in a generational comparison. Springer-Verlag, Berlin/Heidelberg 2010, ISBN 978-3-642-03482-4)
- mit Katherine Robinson: Climate Ethics: The Climate Change Conundrum. London 2014: Palgrave Macmillan I.B. Tauris (241 Seiten; ISBN 9781780763637)
- A Theory of Intergenerational Justice. Earthscan (Routledge), London 2009, 263 Seiten, ISBN 978-1-84407-826-4 (überarbeitete Dissertation)
- Demographic change and intergenerational justice: the implementation of long-term thinking in the political decision making process. Springer-Verlag, Berlin/Heidelberg 2008, ISBN 978-3-540-77083-1
- Handbook of Intergenerational Justice. Cheltenham, Edward Elgar Publishing 2006, ISBN 1-84542-900-1
- Bevölkerungspolitik im Kontext ökologischer Generationengerechtigkeit. Deutscher Universitäts-Verlag, Wiesbaden 2005, ISBN 3-8350-6017-1 (Dissertation)
- Unternehmensleitbild Generationengerechtigkeit: Theorie und Praxis. IKO-Verl. für Interkulturelle Kommunikation, Frankfurt am Main/London 2005
- Nachhaltigkeit als politische und analytische Kategorie: der deutsche Diskurs um nachhaltige Entwicklung im Spiegel der Interessen der Akteure. Ökom-Verlag, München 2003, ISBN 3-936581-14-2 (überarbeitete Diplomarbeit)